# ソフトバンクまとめて請求
ソフトバンクまとめて請求（ソフトバンクまとめてせいきゅう）とは、ソフトバンクが提供する携帯電話、おとくライン、Softbank 光、ODN、0088電話サービス、Yahoo!BBの請求を一本化できる請求サービス。2008年1月18日発表。2008年2月4日より受付開始。2015年4月の合併前は、旧・ソフトバンクテレコムと旧・ソフトバンクBBを含む3社の請求を一本化していた。

## サービス内容
申込に際して料金は無料。各種サービスはすべて個人名義で、申込者本人または家族（別居・別姓の親族を含む）の名義で契約されている必要があり、法人の場合は申し込みができない。
通信料金を一本化するという広義のFMCサービスであり、同様のサービスにKDDIまとめて請求がある。
KDDIの一部サービスはauまとめトークの適用条件としてKDDIまとめて請求への加入を必須としているが、ソフトバンクではホワイトコール24の適用条件にソフトバンクまとめて請求を必須とはしていない。
KDDIではポイント合算や支払の一本化などの特典があるが、SoftBankでは問い合わせ窓口が一本化されるという利便性向上を訴求している。
申込条件は、ソフトバンク携帯電話の契約があること。